# Malý mlýnek (Dejvice)
Malý mlýnek (Malej mlejn) je bývalý vodní mlýn v Praze 6-Dejvicích, který stojí na Šáreckém potoce v Šáreckém údolí.

## Historie
Vodní mlýn byl založen pravděpodobně krátce po roce 1700 Pavlem Malým, který je k roku 1721 uveden jako majitel okolních pozemků, a rodině Malých patřil až do roku 1784. Mlýnskou strouhu, dle zápisu z roku 1770, „měl mlynář dobře čistit, aby přespříliš zadržovaná voda nepřetékala a nezaplavovala sousední panské louky.“
S vlastníkem sousední usedlosti Šatovka, královským účetním radou Jiřím Josefem Frankem, vedl Malý spor o vodu, protože Frank ji z Šáreckého potoka nechal odvést  k zavlažování své štěpnice a loučky. Rada Frank při tomto sporu údajně zbil španělkou mlynáře Moce, majitele mlýna v Podbabě.

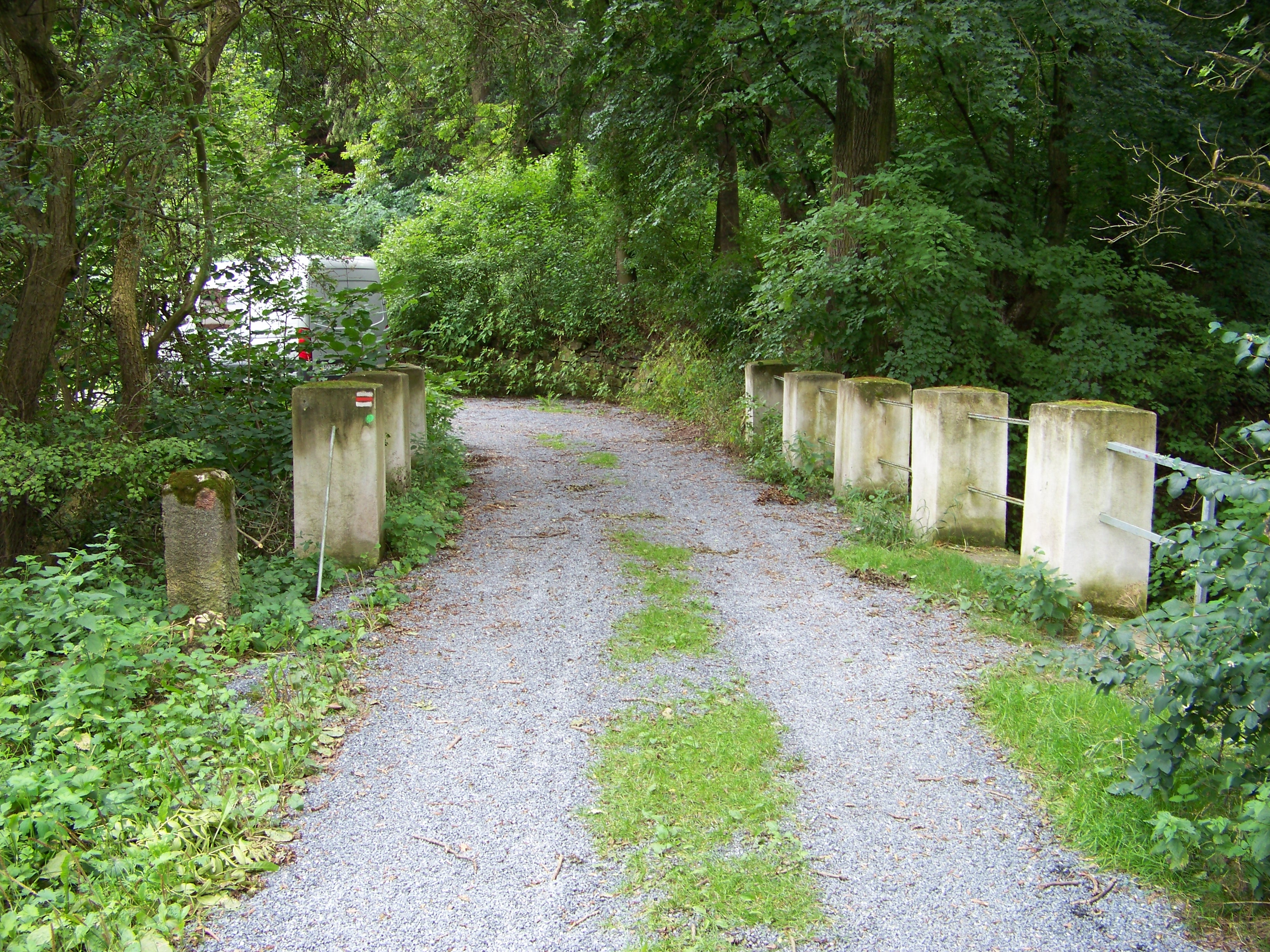
most k Malému mlýnku

Roku 1784 byl mlýn připsán manželovi Kateřiny Malé, který jej o sedm let později prodal za 1010 zlatých spolu s ovocnou zahradou o výměře 540 sáhů a menším polem o velikosti 195 sáhů.
Stabilní katastr zaznamenává kolem roku 1840 při mlýnu jedno pole (260 sáhů), dvě pastviny (225 a 115 sáhů), dvě zahrady (245 a 405 sáhů), zahrádku (30 sáhů) a dvě cesty (20 a 40 sáhů). Jedna z těchto cest vedla k mlýnu ze severu po můstku přes Šárecký potok a zřídil ji Vojtěch Dvořák v roce 1834, protože stará cesta byla často stržena povodněmi.
Ve 2. polovině 19. století mlýn svou činnost zastavil pro nedostatek vody.

## Popis
Původně nevelká obdélná budova na půdorysu písmene „L“ byla postavena na klesajícím terénu na malé základně. Mlýn poháněla voda z vlastního náhonu, který začínal u usedlosti Duchonská, a za mlýnem vedla zpět do Šáreckého potoka.
V 19. století byla budova mlýna značně rozšířena; k původnímu jádru bylo přistavěno kolmé křídlo pravděpodobně ve 2. polovině 19. století. Obytná část má segmentová francouzská okna a střechu s polovalbou, ve které jsou prolomena střešní okna. Další část stavby je patrová s jednoduchými lícovými okny s pásovou šambránou.